# Stibarseen

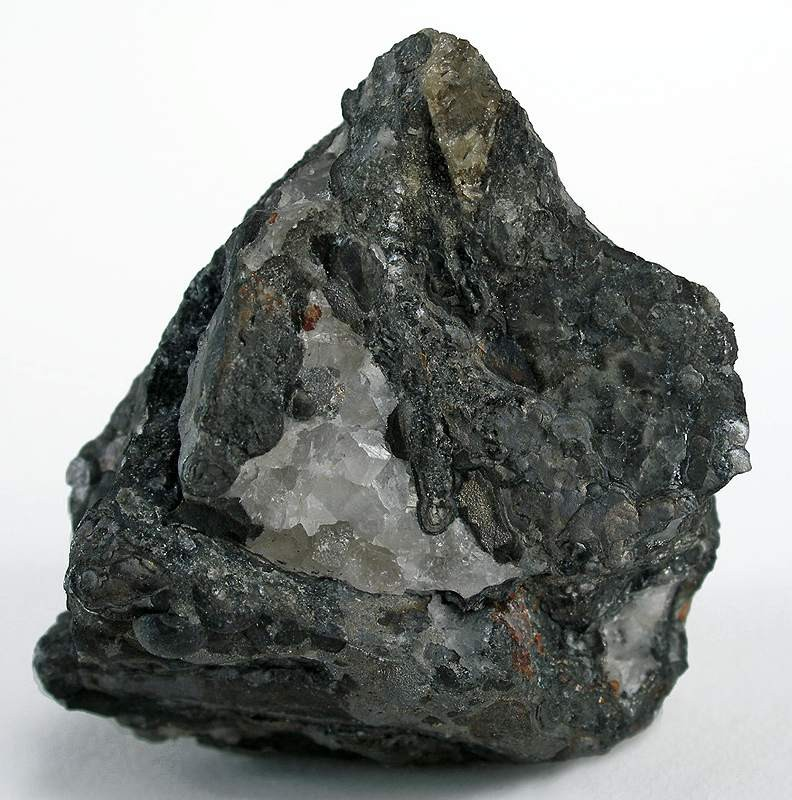
Stibarseen

Het mineraal stibarseen is een verbinding van de elementen antimoon (Sb) en arseen (As). De kleur is tinwit tot grijs.

## Eigenschappen
Stibarseen heeft een trigonaal kristalstelsel en de glans is metaalachtig, soms mat. Het is een ondoorzichtig mineraal.

## Voorkomen
Het mineraal wordt onder andere in Canada, Tsjechië en Zweden gevonden.